# خانم معلم با همه کلاس… می‌رقصد
خانم معلم با همه کلاس… می‌رقصد (ایتالیایی: L'insegnante balla... con tutta la classe) یک کمدی سکسی سبک ایتالیایی به کارگردانی جولیانو کارنیمئو است که در سال ۱۹۷۹ منتشر شد. این نخستین فیلم از مجموعه فیلم‌های «خانم معلم» است که ادویژ فنش در آن نقش اصلی را بازی نمی‌کند و همچنین نقطهٔ عطفی در شهرت نادیا کاسینی محسوب می‌شود.

## بازیگران
- لینو بانفی
- نادیا کاسینی
- پائولا مورا
- آلوارو ویتالی
- رنتسو مونتانیانی
- ماریو کاروتنوتو
- فرانچسکا رومانا کولوتسی
- ماریا تدسکی
- آدریانا فاکتی